# مايك هيل (لاعب غولف)
مايك هيل (بالإنجليزية: Mike Hill)‏ هو لاعب غولف أمريكي، ولد في 27 يناير 1939 في جاكسون في الولايات المتحدة.

## وصلات خارجية
- مايك هيل على موقع رابطة لاعبي الغولف المحترفين (الإنجليزية)